# Simon Cadell
Simon Cadell (ur. 19 lipca 1950 w Londynie, zm. 6 marca 1996 tamże) – brytyjski aktor teatralny i telewizyjny, znany przede wszystkim ze swoich występów w serialach komediowych z lat 80., w szczególności w Hi-de-Hi!.

## Życiorys
Pochodził z rodziny o bogatych tradycjach aktorskich. W zawodzie tym pracowali jego babcia Jean Cadell, młodsza siostra Selina Cadell oraz kuzyn Guy Siner. Ukończył Bristol Old Vic Theatre School w Bristolu, szkołę teatralną znaną z ostrego procesu selekcji kandydatów, w oparciu wyłącznie o praktyczne umiejętności aktorskie. Profesjonalną karierę teatralną rozpoczął w połowie lat 70., choć miał już wtedy za sobą blisko dziesięć lat występów w teatrach młodzieżowych. W 1978 zadebiutował w telewizji w serialu wojennym Enemy at the Door. Przełomem w jego karierze był udział w niezwykle popularnym serialu Hi-de-Hi!, gdzie wcielał się w postać nieśmiałego profesora archeologii, który postanawia zostać szefem działu rozrywki w ośrodku wczasowym. Jego najbliższymi serialowymi partnerami byli Ruth Madoc (która jako namiętna animatorka usiłowała uwieść skromnego naukowca) oraz Paul Shane. Cadell odszedł z Hi-de-Hi! po pięciu seriach, w 1984 roku. Później grał w innych sitcomach: Blott on the Landscape, Life Without George i Singles, nie przerywając przy tym kariery teatralnej.

## Życie prywatne i choroba
Pracując na planie Hi-de-Hi! poznał Rebeccę Croft, aktorkę i córkę współtwórcy serialu, Davida Crofta. W 1985 poślubił ją, później dochowali się dwójki dzieci. W swojej wydanej w 2004 autobiografii teść określił go mianem swojego najlepszego przyjaciela. Przez niemal całe swoje dorosłe życie Cadell wypalał ogromne ilości papierosów, dochodzące nawet do 80 sztuk dziennie. Był to główny powód, dla którego wkrótce po swoich czterdziestych urodzinach zaczął poważnie podupadać na zdrowiu. W 1993 tuż po zejściu ze sceny przeszedł poważny atak serca, po którym musiał poddać się operacji wszczepienia potrójnych by-passów. W tym samym roku został u niego zdiagnozowany rak płuca. W marcu 1996, po ponad dwuletniej walce z chorobą, zmarł w londyńskim szpitalu w wieku 45 lat.